# Nostima kiwistriata
Nostima kiwistriata är en tvåvingeart som beskrevs av James F. Edmiston och Wayne N. Mathis 2007. Nostima kiwistriata ingår i släktet Nostima och familjen vattenflugor. Inga underarter finns listade i Catalogue of Life.

## Bildgalleri

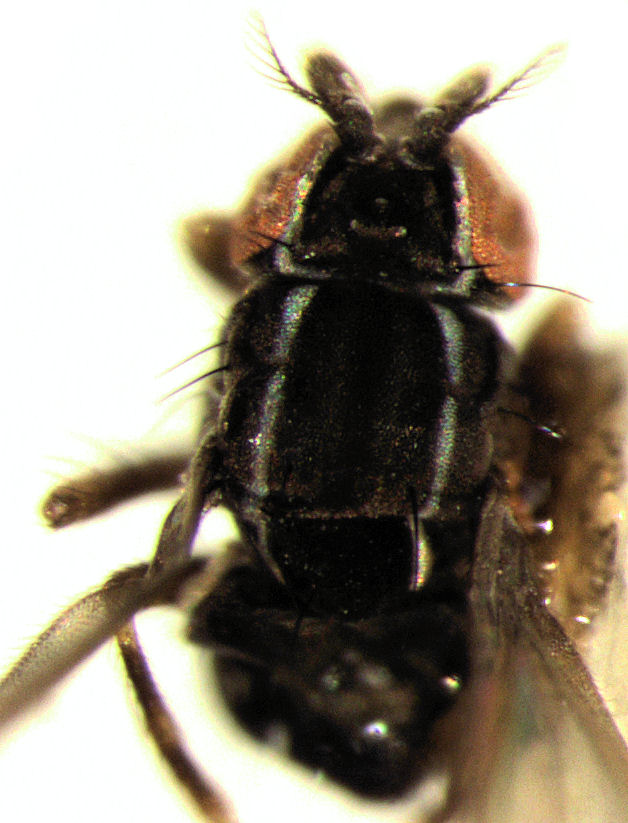